# Frederick Stanley Maude

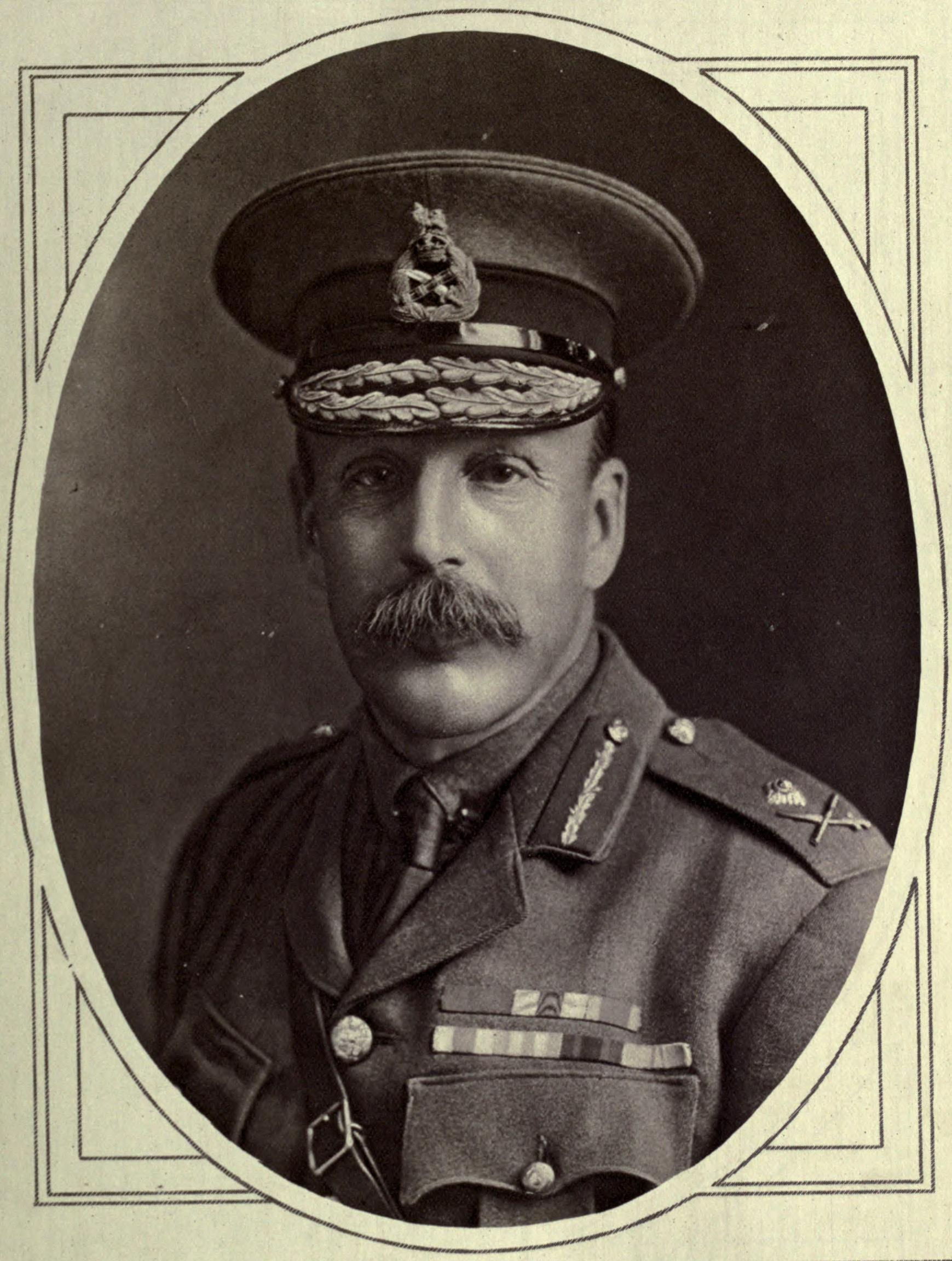
Sir F. Stanley Maude

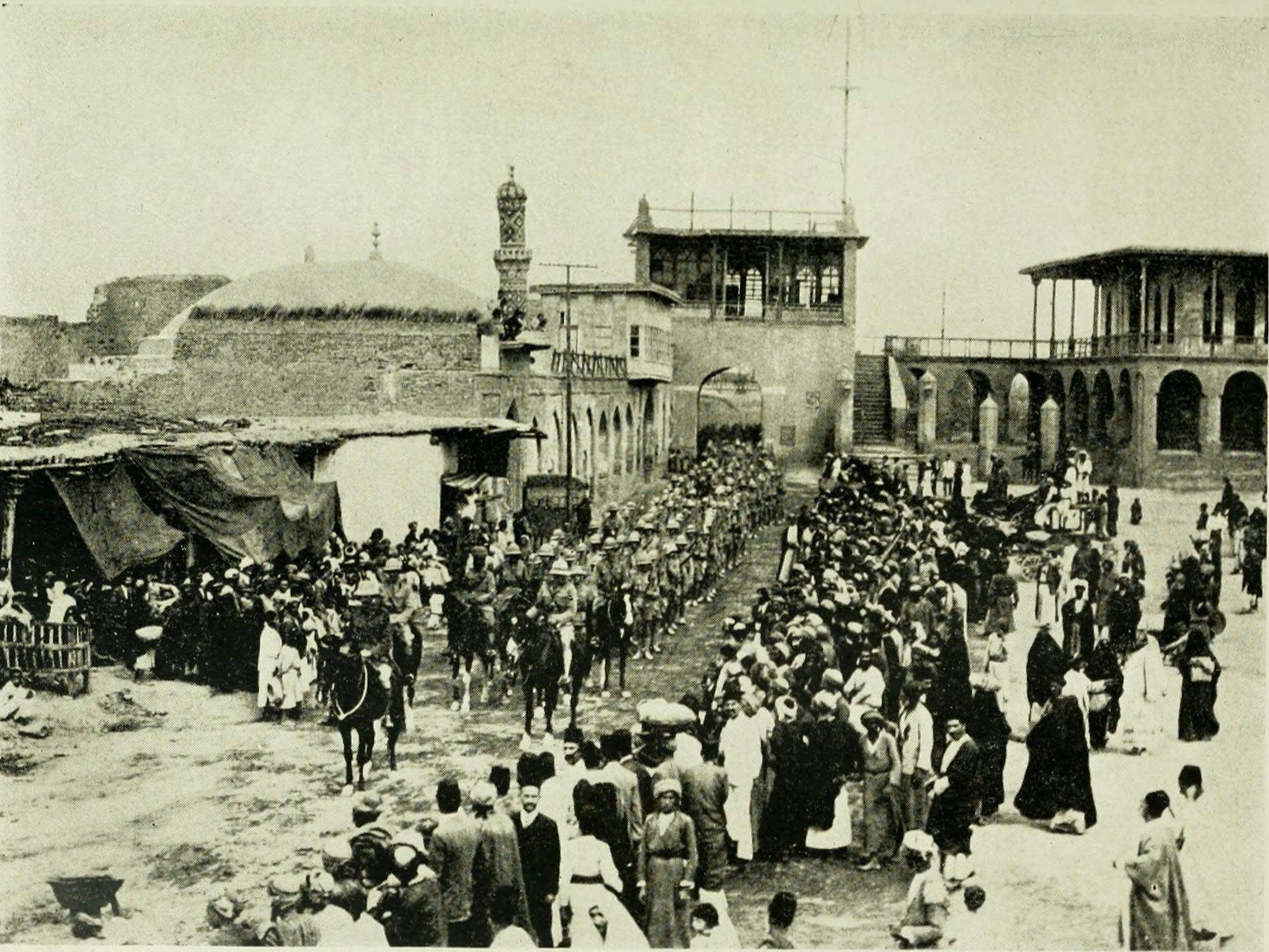
Die Britisch-Indische Armee unter Führung von Frederick Stanley Maude marschiert in Bagdad ein

Sir Frederick Stanley Maude KCB, CMG, DSO (* 24. Juni 1864 in Gibraltar; † 18. November 1917 in Bagdad) war ein britischer General im Ersten Weltkrieg. Bekannt wurde er vor allem durch seinen Einsatz an der Mesopotamienfront und die Eroberung von Bagdad im Jahr 1917.

## Leben
Maude war der Sohn von General Sir Frederick Francis Maude, VC, (1855) für seine Verdienste im Krimkrieg, und Catherine Mary Bisshopp. Frederick Stanley Maude besuchte das Eton College und danach die Royal Military Academy Sandhurst. Nach seinem Abschluss im Jahr 1883 trat er im Februar 1884 in die Coldstream Guards ein.
Seinen ersten Auslandseinsatz hatte er von März bis September 1885 in Ägypten. Er heiratete am 1. November 1891 Cecil Cornelia Marianne St. Leger Taylor. Am Zweiten Burenkrieg nahm er im Rang eines Majors von Januar 1900 bis März 1901 teil. Hierfür wurden ihm der Distinguished Service Order sowie die Queen’s South African Medal verliehen. Von 1902 bis 1904 stand er im Dienst von Gilbert Murray, des Generalgouverneurs von Kanada. Nach seiner Rückkehr nach Großbritannien wurde er stellvertretender Kommandeur der Coldstream Guards sowie Mitglied des Generalstabs. Es folgten die Beförderungen zum Lieutenant-Colonel (1907) und Colonel (1911).
Mit Beginn des Ersten Weltkriegs diente Maude zuerst als Stabsoffizier unter General William Pulteney im III. Korps in Frankreich. Im Oktober 1914 übernahm er das Kommando über die 14. Brigade im Rang eines Brigadiers. Einer Verwundung im April 1915 folgte ein Lazarettaufenthalt in der Heimat. Doch schon im Mai kehrte Maude nach Frankreich zurück und wurde in den Rang eines Generalmajors befördert. Er sollte als Kommandeur zur 33. Division versetzt werden, die sich zu diesem Zeitpunkt noch in Ausbildung in England befand.
Doch stattdessen kam er Mitte August zur 13. Division nach Suvla, wo seit April die Schlacht um die Dardanellen tobte. Maudes Division hatte bereits erhebliche Verluste bei der gescheiterten Landung am Kap Helles erlitten. Nach dem Rückzug von Suvla wurde Maude mit der 13. Division im März 1916 nach Mesopotamien versetzt.
Hier traf er gerade noch zur Niederlage der britisch-indischen Truppen bei Kut ein. Er wurde zum Generalleutnant befördert und übernahm im Juli 1916 das Kommando von General George Frederick Gorringe über das III. Armeekorps, auch Tigris Corps genannt. Seine Befehle lauteten, die bestehenden Stellungen zu halten, doch Maude machte sich umgehend daran, seine britisch-indische Truppe neu zu organisieren und auszurüsten. Schon Ende Juli 1916 wurde er zum Befehlshaber sämtlicher alliierter Kräfte in Mesopotamien ernannt.
Nachdem er Truppenverstärkung und mehr Ausrüstung erhalten hatte, rückte Maude den Tigris aufwärts und errang bei Mohammed Abdul Hassan (9. Januar), Hai Salient (25. Januar bis 5. Februar) und Dahra Bend (16. Februar) einige Siege über die osmanischen Truppen. Am 23. Februar 1917 eroberte er Kut zurück, und am 11. März nahm er Bagdad ein. Seine sogenannte Proclamation of Baghdad vom 19. März 1917 wurde weltbekannt. Von Bagdad aus startete er eine Offensive in Samarra und weitere Aktivitäten an Euphrat und Diyala.
Im Sommer 1917 erfolgte eine Kampfpause. Gerade als Maude im November eine Offensive gegen Ramadi und Tikrit startete, starb er vollkommen überraschend, vermutlich an der Cholera. Sein Kommando übernahm General William Marshall. Maude wurde auf dem Soldatenfriedhof in Bagdad beigesetzt, auf dem Brompton Cemetery in London erinnert eine Inschrift an ihn. Seit dem Jahr 2003 trägt das britische Hauptquartier in Bagdad (→Grüne Zone) den Namen Maude House.

## Ehrungen
- Ihm zu Ehren wurde der Mount Maude in der Cascade Range (Chelan County, Washington) benannt; initiiert wurde dies durch den Kartografen Albert Hale Sylvester (1871–1944).